# Seilbahnkamera
Als Seilbahnkamera ist eine Foto- oder Filmkamera, die von zwei Verbindungspunkten unterschiedlicher Höhe mit der Betriebsart einer Seilbahn über eine bestimmte Strecke gesteuert wird. Auf einer Seilbahnkamera kann ein Kameramann mitreisen. Im Gebirge kann das Gegenstück, eine Kameraseilbahn, an der Außenseite einer echten Gondelbahn sein, wobei der Kameramann im Innern der Gondel diese steuert.
Sie unterscheidet sich von einer im Ein-Mann-Betrieb gesteuerten Skycam gleichermaßen wie von der im Mehr-Mann-Betrieb bodengeführten Seilkamera.

## Einsatzbereich
Eine Seilbahnkamera, Spidercam oder Kameraseilbahn ermöglicht spektakuläre Kamerafahrten über weite Strecken hinweg, in großer Höhe, in unwegsamem Gelände und erlaubt es dennoch, nah am Objekt zu bleiben. Sie kommt daher dort zum Einsatz, wo ferngesteuerte Modellhubschrauber, Kamerakran oder Dolly an ihre Grenzen stoßen. Beliebte Einsatzbereiche sind Spielfilme und Open-Air-Veranstaltungen, Skisportübertragungen etc.